# Pastor de Maremma
El Pastor de Maremma o Maremmano-Abrucense es una raza de mastín originario de Italia central y utilizado durante siglos por los pastores para defender a sus rebaños de los lobos.
La raza se emplea aún hoy en la región del Abruzzo donde los rebaños de ovejas vitalizan la economía rural y los lobos son predadores protegidos. La raza se asemeja al Perro de montaña de los Pirineos, al Kuvasz de Hungría, al Akbash de Turquía, al Cuvac eslovaco y al Pastor de Tatra.

## Historia

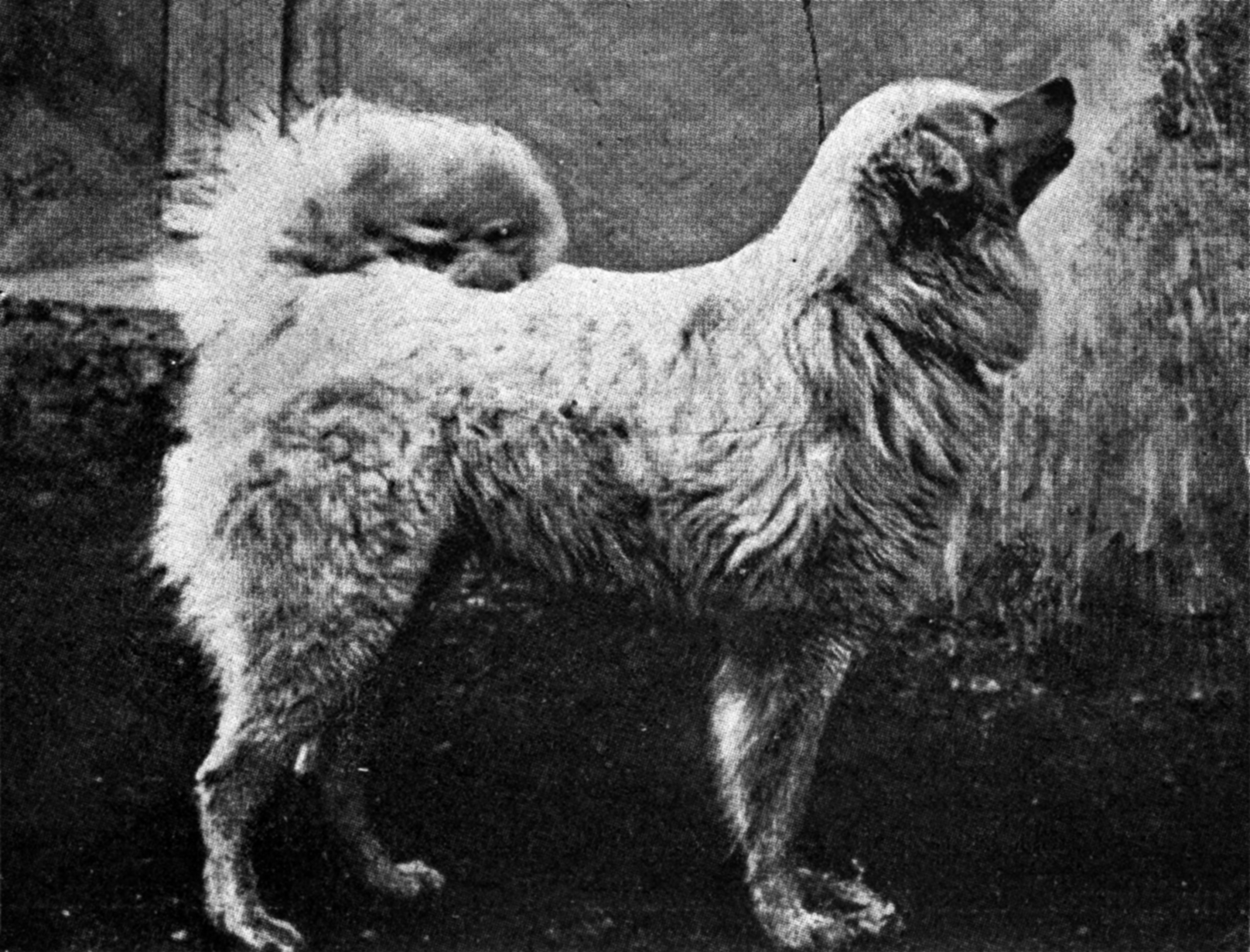
Un pastor del Abruzzo en 1915

Esta antigua raza de perros guardianes de rebaños proviene de los perros de pastor que se utilizan todavía actualmente en los Abruzos, en donde la crianza de ovejas es próspera aún en nuestros días. También desciende de los perros de pastor que existían antaño en la región de la  Maremma toscana y en la región del Lacio. Particularmente desde 1860, la trashumancia de los rebaños de una región a otra ha favorecido el desarrollo de una mezcla natural de estas dos razas primitivas.

## Apariencia
El pastor de la Maremma y de los Abruzos es un perro de gran tamaño, poderoso, de aspecto rústico y al mismo tiempo majestuoso y de tipo bien acusado. Su apariencia general de proporciones medianas es la de un perro pesado, cuyo cuerpo es más largo que la altura a la cruz. También guarda armonía en cuanto a su formato (correlación normal entre el tamaño y las diferentes partes del cuerpo) y a los perfiles (concordancia entre los perfiles de la cabeza y del cuerpo).

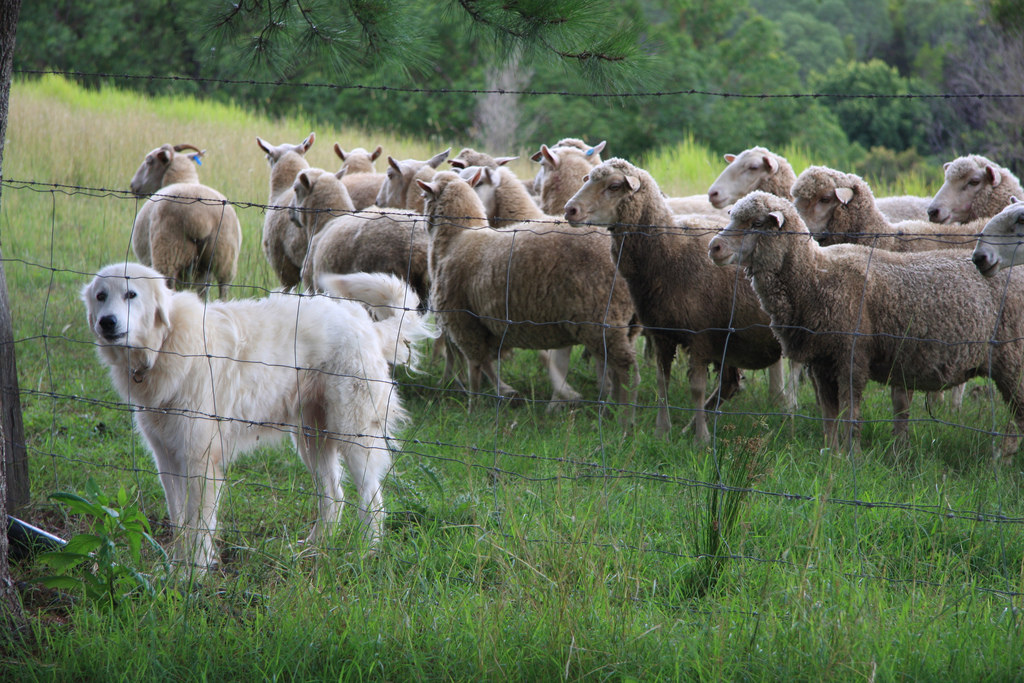
Un pastor de Maremma trabajando

- Cabeza: en conjunto, es grande y chata, de forma cónica y parecida a la del oso blanco.
- Altura a la cruz: En los machos es de 65 a 73 cm y en las hembras es de 60 a 68 cm.
- Peso: Es de 35 a 45 kg en los machos y de 30 a 40 kg en las hembras.